# 泰章·布坎南
泰章·特雷弗·布坎南（英語：Tajon Trevor Buchanan；發音：/ˈtʰeɪd͡ʒɒn bjuˈkʰænən/；1999年2月9日—）是一名加拿大足球員，司職中場或翼鋒。現效力於西甲球隊比利亞雷阿爾。加拿大國家男子足球隊成員。

## 生平

### 俱樂部生涯
2021年7月，布坎南和比利時老牌球隊皇家布魯日簽下三年半合約，隨後被允許以租借形式繼續效力新英格蘭革命直到賽季結束。
2022年1月15日，在皇家布魯日對陣皇家聖特賴登的比賽上，布坎南作為正選左翼第一次為皇家布魯日登場。該場比賽日布魯日以2-0擊敗聖特賴登。
2024年1月5日，布坎南正式加盟意甲俱乐部国际米兰，转会费为700万欧元，外加300万欧元的附加费用，并与这家意大利俱乐部签署了一份为期四年半的合同。他也因此成为意甲历史上首位加拿大球员。布坎南于2024年2月16日首次代表新俱乐部出场，在球队4比0战胜萨勒尼塔纳的比赛中替补阿莱桑德罗·巴斯托尼出场。2024年5月10日，布坎南在国际米兰5比0战胜弗羅西諾內的比赛中打进了他的首个进球，为球队打入第三球。

### 國家隊生涯
2020年2月，布坎南入選2020年奧運會預選賽的初選名單。在奧預賽因為COVID-19疫情被推遲一年後，布坎南在2021年3月入選20人大名單。布坎南在揭幕戰中攻入兩球，協助加拿大國奧以2-0擊敗薩爾瓦多。
2021年，布坎南獲邀參加大國家隊的1月份集訓營，並在6月份入選世預賽大名單。布坎南在迎戰阿魯巴的比賽中第一次上陣，並且攻入兩球，協助加拿大男足以7-0大勝阿魯巴。同年7月，布坎南入選出戰中北美金盃的加拿大男足大名單。7月29日，布坎南在迎戰墨西哥男足的比賽中為加拿大攻入追平比分的一球，而這也是他的第一顆大國家隊入球。雖然加拿大最終以1-2落敗，但布坎南的表現還是獲得了當地媒體的讚譽，而這也讓他奪得本屆金盃的最佳青年球員獎。
2023年6月，布坎南入选加拿大参加2023年中北美洲及加勒比海国家联盟决赛的23人名单。2024年6月，布坎南入选加拿大参加2024年美洲杯的阵容。在加拿大晋级淘汰赛阶段后，布坎南在为四分之一决赛对阵委内瑞拉的比赛做准备时遭遇胫骨骨折，并接受手术修复骨折。